# Petrus Vander Borcht
Pour les articles homonymes, voir Van der Borcht.

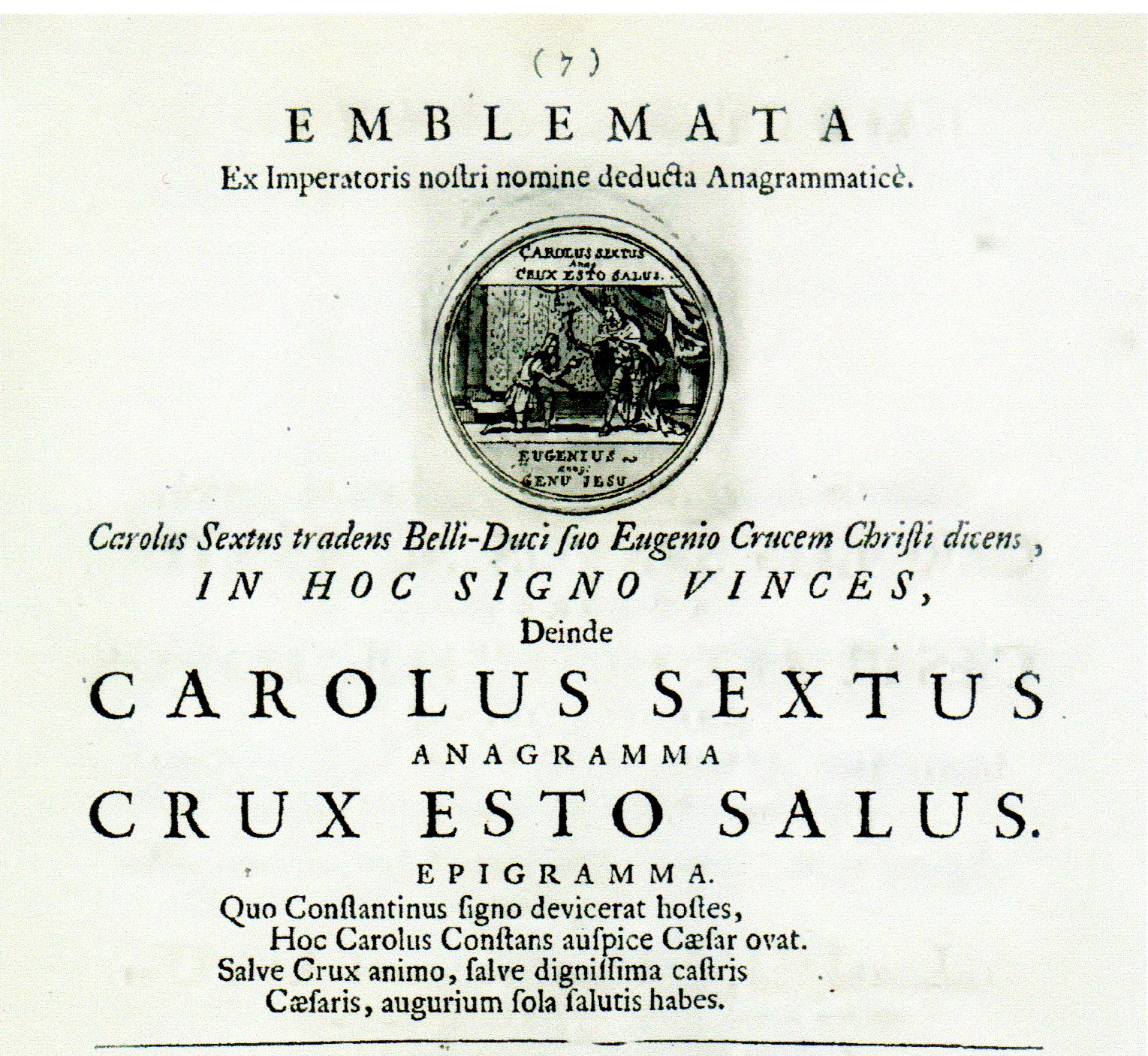
Exemple d'un « Emblème » tiré du livre de Petrus Vander Borcht, Applausus chronographicus, Bruxelles, 1717, p. 7. On y lit les vers Quo Constantinus signo devicerat hostes // Hoc Carolus Constans auspice Caesar ovat qui rappellent : haec statuit pistor victricia signa trophæi // quo Carolus plena laude secundus ovat de la Grand-Place.

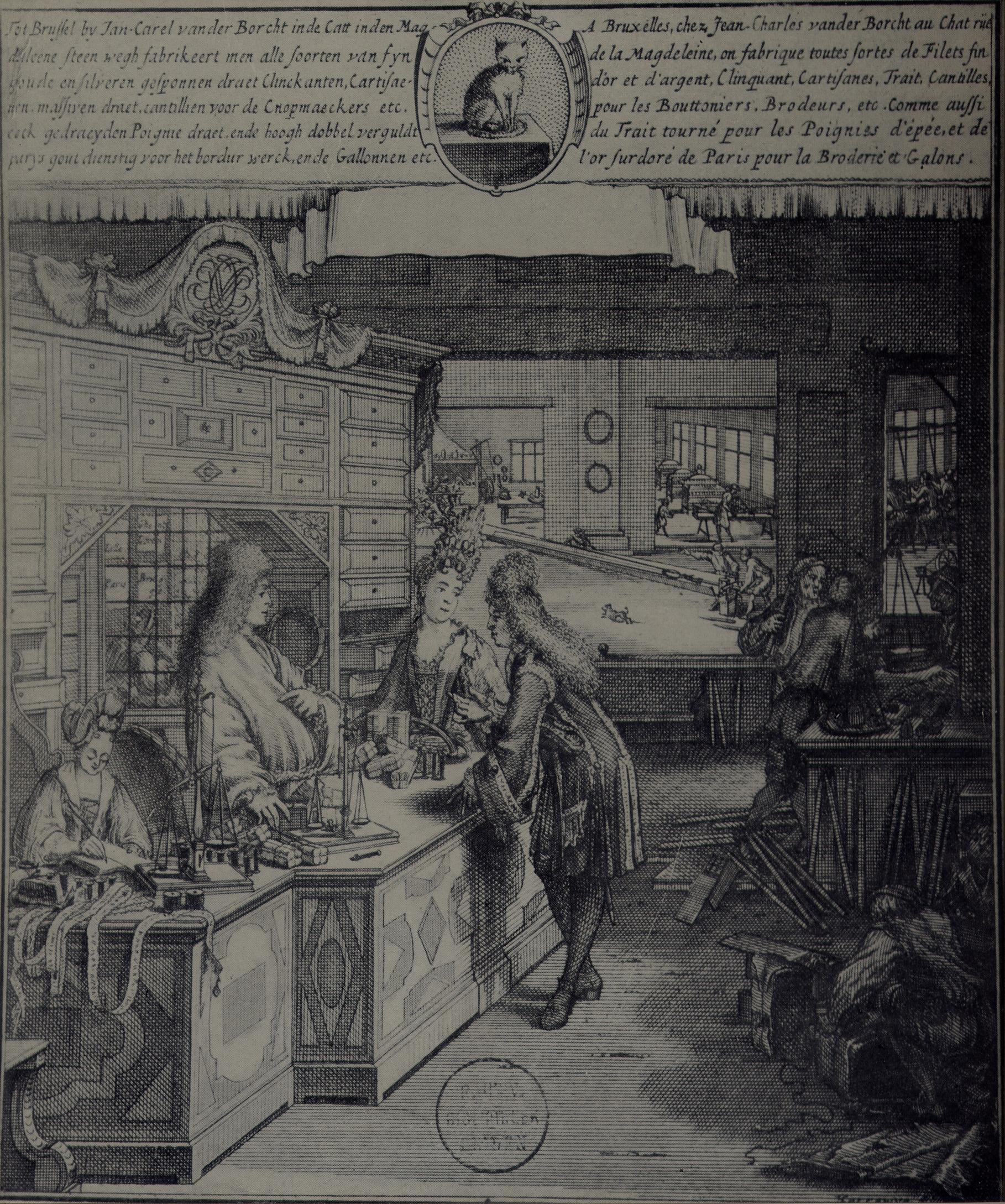
Le frère de Petrus Vander Borcht, Jean-Charles Vander Borcht (1668-1735), Conseiller et Maître Général des Monnaies, représenté dans sa Manufacture de fils d'or et d'argent rue de la Madeleine, 59, « Au Chat », (gravure par Jacques Harrewyn, 1694).

Petrus Vander Borcht ou van der Borcht (en latin Petrus à Castro) est un poète néolatin bruxellois de la fin du XVIIe siècle et du début du siècle des Lumières, virtuose du chronogramme en vers, dont la Grand-Place de Bruxelles garde le témoignage, à une époque où le latin vivant était encore langue de culture et de communication à travers toute l'Europe, même si le français commençait alors à le supplanter.

## Biographie
Petrus Vander Borcht naît à Bruxelles le 16 juillet 1676, fait sa profession le 16 octobre 1696 à l'abbaye du Coudenberg comme chanoine régulier de saint Augustin, puis devient curé de Neigem en 1720 et meurt dans sa cure à Neigem, près de Ninove, le 6 avril 1739.
Il est le fils de Jacques Vander Borcht et de Dorothée de Witte (née en 1649, issue du lignage Sweerts, un des sept Lignages de Bruxelles), qui s'était remariée après son veuvage avec le sculpteur Pierre van Dievoet.
Il est par ailleurs le frère de Jean-Charles Vander Borcht, graveur, fabricant de fils d'or et d'argent et conseiller et maître général des Monnaies de Sa Majesté Impériale et Catholique, qui mit son talent de graveur dans la réalisation des très beaux livres de son poète de frère, les ornant de gravures en forme de médailles. Une belle gravure de Jacques Harrewyn datant de 1694, a conservé l'image de cette manufacture située rue de la Madeleine. Elle est d'autant plus intéressante qu'elle nous conserve une vue d'une fabrique bruxelloise d'avant le bombardement. L'on y voit Jean-Charles Vander Borcht, dans un décor de meubles massifs de style Louis XIV, s'entretenant avec un marchand. Cette gravure fut reproduite dans le livre de Louis Verniers, Un millénaire d'histoire de Bruxelles (1965), page 425. 
Il est aussi le frère d'Anne van der Borcht (1670-1707), épouse de Jean-Baptiste van Dievoet (1663-1751).
Il est également le grand-oncle d'un autre écrivain néolatin bruxellois, l'historien Jean-Charles d'Abremes.
Il fut chanoine régulier de l'abbaye du Coudenberg à Bruxelles et curé de Neigem.

## Son œuvre
Petrus Vander Borcht, auquel l'empereur donna le titre envié de Poeta laureatus (titre qui avait jadis honoré des poètes éminents comme Conrad Celtes), consacra sa vie à la poésie latine et à l'élaboration d'une œuvre poétique de cour très sophistiquée et brillant par toutes sortes de finesses, telles que des chronogrammes et des allusions savantes.

### Chronogrammes de la Grand-Place de Bruxelles

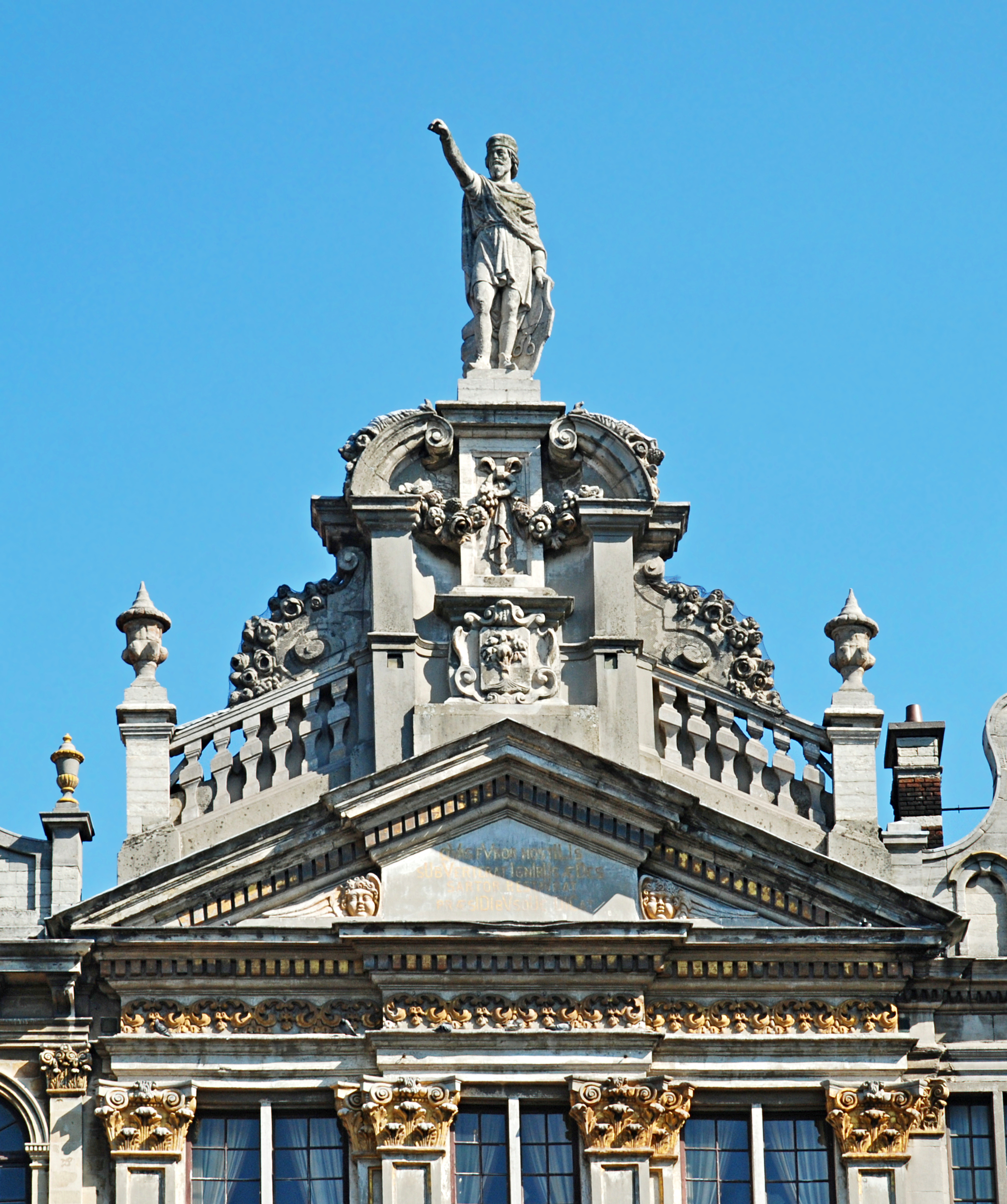
Le fronton de la Maison de la Chaloupe d'Or, surmontée de la statue de Saint Hommebon de Crémone, œuvre du sculpteur Pierre van Dievoet, beau-père du poète Petrus Vander Borcht auteur du chronogramme composé d'un distique élégiaque ornant le fronton.

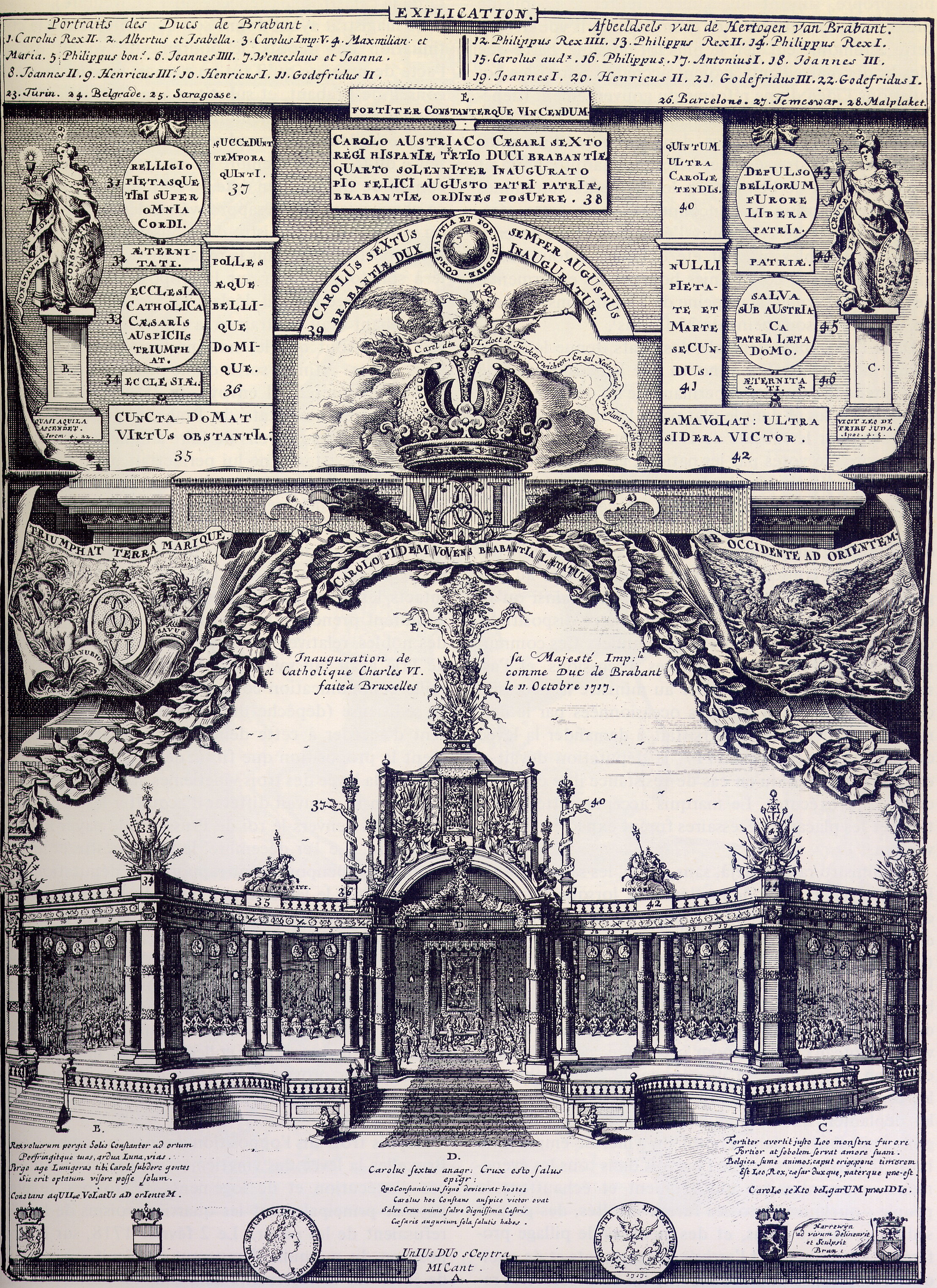
Le Theatrum Caesareum dessiné d'après nature et gravé par Jacques Harrewijn, reprenant les poèmes latins et les 46 chronogrammes de Petrus Vander Borcht, indiquant tous la date 1717 et destinés à décorer ce théâtre baroque.

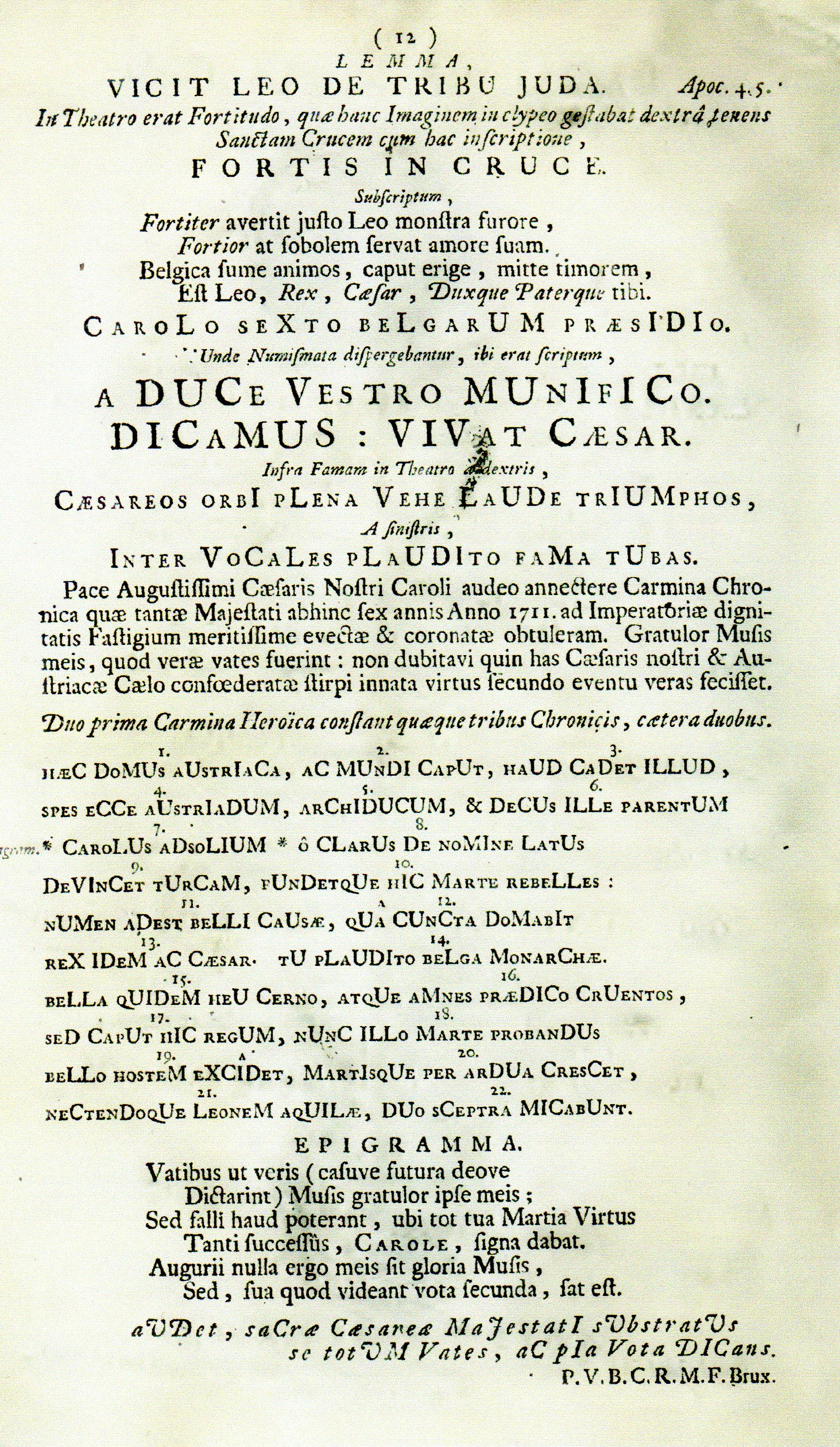
Feu d'artifice d'hexamètres chronogrammes, par Petrus Vander Borcht, Applausus chronographicus, 1717, p. 12: "haeC doMUs aUstrIaCa....".

Petrus Vander Borcht est l'auteur de poèmes et chronogrammes latins qui ornent plusieurs maisons de la Grand-Place de Bruxelles.
Ces chronogrammes sont des distiques élégiaques dont les grandes capitales indiquent l'année 1697, année de reconstruction de l'édifice après la destruction des maisons de la Grand-Place lors du bombardement de Bruxelles par les troupes françaises commandées par le maréchal de Villeroy en août 1695.
On citera ainsi :
- le chronogramme situé sur la façade de la Maison du Roi d'Espagne, sous le buste de Charles II d'Espagne :

haeC statVIt pIstor VICtrICIa sIgna trophæI
qVo CaroLVs pLena LaVDe seCVnDVs oVat
Le boulanger a dressé ici les emblèmes victorieux du trophée
Par lequel Charles, en pleine gloire, triomphe, irrésistible.
- le chronogramme qui orne le fronton de la Maison de la Chaloupe d'Or ou Maison des Tailleurs, ornée également de sculptures et de la statue de Saint Hommebon de Crémone par son beau-père le sculpteur Pierre Van Dievoet :

qUas fUror hostILIs sUbVerterat IgnIbUs æDes
sartor restaUrat præsIDIbUsqUe DICat
Le tailleur restaure la maison qu'une fureur hostile avait anéantie par les flammes
Et il la dédie aux magistrats (de la cité)
On notera que son beau-père, le sculpteur et architecte Pierre van Dievoet, érigea également la Maison du Heaume sur cette même Grand-Place, et en décora plusieurs autres de sculptures baroques.

### Poèmes et chronogrammes ornant le Theatrum Caesareum
Le 11 octobre 1717, Charles VI se fit inaugurer à Bruxelles comme duc de Brabant (en se faisant remplacer par le marquis de Prié). À cette occasion, un somptueux théâtre baroque à colonnades appelé « Theatrum Caesareum » (Théâtre Impérial) fut édifié dans les bailles de la cour pour le déroulement de cette cérémonie solennelle. On fit appel à Petrus Vander Borcht pour orner cet édifice provisoire de chronogrammes et de poèmes latins. Toutefois, vu l’exiguité du temps, seuls quelques chronogrammes purent y être placés.
Le graveur Jacques Harrewijn nous a transmis l’image de ce théâtre baroque et de cet instant de solennité éphémère dans une belle gravure où il a également retranscrit en marge les chronogrammes et les poésies latines de Petrus Vander Borcht non installées et qui furent reprises ensuite également dans son livre Applausus chronographicus.

### Recueils de poésies et de chronogrammes latins
- 1717 : en 1717, il avait publié chez Joseph t'Serstevens un recueil d'applaudissements pour l'inauguration de l'empereur Charles VI, Invictissimo Gloriosissimo, Potentissimoque, Romanorum Imperatori Carolo Sexto et Regi Hispaniae III. Duci Brabantiae IV. 11. octobris 1717. inaugurato Bruxellis. Applausus chronographicus Bruxellis, apud Josephum t'Serstevens, bibliopolam propè Templum D. Joannis.
- 1725 : le recueil de poésies et de chronogrammes latins publié chez Eugène-Henri Fricx à Bruxelles en 1725 et intitulé Applausus Virico Philippo Laurentio de Daun Principi Thianensi Aurei Velleris Equiti Belgii gubernatori ac languentis patriae restauratori, dédié à Wirich, comte de Daun et prince de Thiano (1669-1741), qui succéda au peu aimé marquis de Prié comme gouverneur des Pays-Bas (1724-1725), est magnifiquement orné de gravures par son frère Jean-Charles Vander Borcht et porte la dédicace « Humillimi atque obsequentissimi Excellentiae Vestrae famuli Fratres Petrus Canonicus Frigidi Montis et Joannes Carolus vander Borcht, Brux. Caes. ac Cath. Majestatis à Monetis Praefectus Dedicant Consecrant ».
- 1725 : il publia en 1725 à Bruxelles, chez Henri Fricx, ce livre d'applaudissements en faveur du prince de Daun, Applausus Virico Philippo Laurentio de Daun Principi Thianensi Aurei Velleris Equiti Belgii gubernatori ac languentis patriae restauratori Bruxellis, typis Eugenii Henrici Fricx, Typographi Caesarei, 1725.

## Héraldique
| Armoiries de Petrus Vander Borcht | Armoiries de Petrus Vander Borcht |
| --------------------------------- | --- |
|                                   | Blasonnement:de gueules au lion d'argent armé et lampassé d'or, tenant entre ses pattes une tour d'argent crénelée et ouverte de sable,. |